# Pachycheles pilosus
Pachycheles pilosus är en kräftdjursart som först beskrevs av H. Milne Edwards 1837.  Pachycheles pilosus ingår i släktet Pachycheles och familjen porslinskrabbor. Inga underarter finns listade i Catalogue of Life.